# 圣尼古拉达列蒙
圣尼古拉达列蒙（法語：Saint-Nicolas-d'Aliermont，法語發音：[sɛ̃ nikɔla daljɛʁmɔ̃]）是法国滨海塞纳省的一个市镇，属于迪耶普区。

## 地理
圣尼古拉达列蒙（49°52'46"N, 1°13'13"E）面积15.53 平方千米，位于法国诺曼底大区滨海塞纳省，该省份为法国北部沿海省份，其西部及北部濒大西洋英吉利海峡，东起顺时针与索姆省、瓦兹省、厄尔省和卡爾瓦多斯省接壤。
与圣尼古拉达列蒙接壤的市镇（或旧市镇、城区）包括：昂库尔、阿尔克拉巴塔耶、贝朗格勒维尔、当皮埃尔圣尼古拉、杜夫朗、昂韦默、圣欧班勒科夫、圣雅克达列蒙。

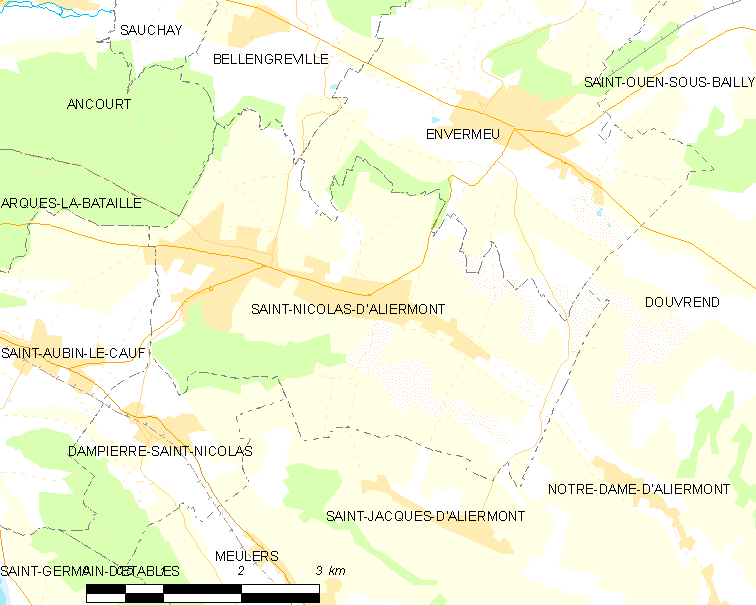
圣尼古拉达列蒙的OSM定位图

圣尼古拉达列蒙的时区为UTC+01:00、UTC+02:00（夏令时）。

## 行政
圣尼古拉达列蒙的邮政编码为76510，INSEE市镇编码为76624。

## 政治
圣尼古拉达列蒙所属的省级选区为迪耶普第二县。

## 人口

1962-2008年间圣尼古拉达列蒙人口变化图示

圣尼古拉达列蒙于2022年1月1日时的人口数量为3707人。